# Nikol Tabačková
Nikol Tabačková, född 24 januari 1998 i Ostrava, är en tjeckisk friidrottare som tävlar i spjutkastning.

## Karriär
I juli 2015 slutade Tabačková på fjärde plats i spjutkastning vid ungdoms-VM i Cali. I juli 2016 slutade hon även på fjärde plats vid junior-VM i Bydgoszcz. Under 2016 och 2017 tog Tabačková brons vid tjeckiska mästerskapen. I juli 2018 tog hon guld vid junior-EM i Grosseto med ett kast på 55,10 meter.
I augusti 2022 vid EM i München tog Tabačková sig till final och slutade på åttonde plats. I augusti 2023 vid VM i Budapest gick hon inte vidare från kvalet och slutade på totalt 24:e plats.

## Tävlingar

### Internationella
| År                    | Tävling                   | Plats                 | Placering             | Gren                  | Distans               |
| Tävlande för Tjeckien | Tävlande för Tjeckien     | Tävlande för Tjeckien | Tävlande för Tjeckien | Tävlande för Tjeckien | Tävlande för Tjeckien |
| --------------------- | ------------------------- | --------------------- | --------------------- | --------------------- | --------------------- |
| 2015                  | Ungdomsvärldsmästerskapen | Cali                  | 4:e                   | Spjutkastning (500 g) | 55,97 m               |
| 2016                  | Juniorvärldsmästerskapen  | Bydgoszcz             | 4:e                   | Spjutkastning         | 56,19 m               |
| 2017                  | Junioreuropamästerskapen  | Grosseto              | 1:a                   | Spjutkastning         | 55,10 m               |
| 2022                  | Europamästerskapen        | München               | 8:e                   | Spjutkastning         | 57,93 m               |
| 2023                  | Världsmästerskapen        | Budapest              | 24:e (kval)           | Spjutkastning         | 55,45 m               |

### Nationella
- Tjeckiska friidrottsmästerskapen (utomhus):
  - 2016:  Brons – Spjutkastning (55,29 meter, Tábor)[10]
  - 2017:  Brons – Spjutkastning (53,67 meter, Třinec)[10]
  - 2022:  Silver – Spjutkastning (59,06 meter, Hodonín)[10]
  - 2023:  Brons – Spjutkastning (56,66 meter, Tábor)[10]

## Personliga rekord
Utomhus
- Spjutkastning – 59,06 m (Hodonín, 25 juni 2022)[10]